# Nihiru
Nihiru, également appelé Niukia est un atoll situé dans l'archipel des Tuamotu en Polynésie française. Désormais inhabité, il dépend de la commune de Makemo.

## Géographie

### Situation
Nihiru est situé à 30 km au Nord-Est de Marutea Nord, qui est l'atoll le plus proche, ainsi qu'à 675 km à l'Est de Tahiti et est administrativement rattaché à la commune de Makemo située 49 km à l'ouest. C'est un atoll approximativement rectangulaire de 14 km de longueur et 10,5 km de largeur maximales pour une surface de terres émergées de 20 km2. Son lagon s'étend sur 79 km2 et est dépourvu de passe de communication avec l'océan.
En 2002, l'atoll était encore habité par environ une quinzaine de personnes ; en 2017, il est désormais inhabité de manière permanente.

### Géologie
D'un point de vue géologique, l'atoll est l'excroissance corallienne (de 205 mètres) du sommet du petit mont volcanique sous-marin homonyme, qui mesure 1 730 mètres depuis le plancher océanique, formé il y a 47,6 à 48,4 millions d'années.

## Histoire

### Découverte par les Européens
La première mention de l'atoll a été faite par l'explorateur russe Fabian Gottlieb von Bellingshausen qui l'aborde le 13 juillet 1820, qui le nomme Nigeri, nom sous lequel il apparaît sur certaines cartes.

### Période contemporaine
Au XIXe siècle, Nihiru devient un territoire français peuplé alors de près de 50 habitants autochtones vers 1850. Au milieu du siècle, l'atoll est évangélisé avec la fondation de la paroisse Saint-Benoît en 1850 (associée depuis 2004 à la paroisse Saint-Joseph de Makemo) et la construction de l'église homonyme rattachée au diocèse de Papetee.